# Pallottolino volontario
Pallottolino volontario (Bout-de-Zan est patriote) è un cortometraggio muto del 1916 diretto da Louis Feuillade.

## Produzione
Il film fu prodotto dalla Société des Etablissements L. Gaumont.

## Distribuzione
Distribuito dalla Société des Etablissements L. Gaumont, uscì nelle sale cinematografiche francesi nel 1916.